# Gegharkunik

Gegharkuniks läge i Armenien

Gegharkunik (armeniska: Գեղարքունիք) är en provins i Armenien, belägen vid gränsen till Azerbajdzjan i öster. Huvudorten är Gavar. En stor del av provinsens area täcks av Sevansjön. 
Provinsen hade 235 075 invånare (2011).